# کالسکاگ بالایی (آلاسکا)
کالسکاگ بالایی (به انگلیسی: Upper Kalskag) شهری در ناحیه سرشماری بتل ایالت آلاسکا است که جمعیت آن در سرشماری سال ۲۰۰۰ میلادی ۲۳۰ نفر بوده‌است.